# Jean VI d'Harcourt
Jean VI d'Harcourt, comte d'Harcourt, né le 1er décembre 1342, mort le 28 février 1389, fut comte d'Aumale, vicomte de Saint-Sauveur et de Châtellerault, seigneur d'Elbeuf, de Lillebonne, de Brionne, d'Arschot, de La Saussaye.

## Biographie
Jean VI d'Harcourt était le fils de Jean V d'Harcourt, comte d'Harcourt, et de Blanche de Ponthieu (de Castille), comtesse d'Aumale.
Il fut donné à Édouard III, roi d'Angleterre, pour otage et pleige du traité de Brétigny en 1360. Il servit au siège de Cognac en 1375 aux côtés de Jean IV, sire Malet de Graville, puis se trouva à la bataille de Roosebecke en 1382 et au siège de Bourbourg en 1383. 
Il est qualifié capitaine souverain es bailliages de Rouen et de Caux dans une lettre du 23 juillet 1375.

## Descendance
Jean VI d'Harcourt avait épousé par contrat du 14 octobre 1359, Catherine de Bourbon, fille de Pierre Ier de Bourbon, et d'Isabelle de Valois, par ailleurs belle-sœur du roi Charles V.
Il était le père de :
- Charles, comte d'Aumale, mort à 18 ans en 1384 ;
- Jean VII d'Harcourt ;
- Louis, archevêque de Rouen, vicomte de Châtellerault, seigneur d'Arschot et de Mézière, maréchal héréditaire du Poitou en 1407 ;
- Blanche, abbesse de Fontevrault par bulles du pape Clément VII, données à Avignon en juillet 1391 ;
- Isabeau (Isabelle), mariée en 1383 à Humbert VII, seigneur de Villars et de Thoire, de Montréal[2] ;
- Jeanne, mariée en 1372 à Guillaume II, comte de Namur ;
- Marie, mariée en 1405 à Renaud IV de Gueldre, duc de Juliers et en 1426 à Robert de Berg, prince de Juliers ;
- Catherine, religieuse à Poissy ;
- Marguerite, mariée à Jean d'Estouteville, grand bouteiller de France ;
- Jeanne, religieuse à Poissy.

Il eut en outre :
- Jeanne, bâtarde de Harcourt, femme de Jean Chretien ;
- Denise, bâtarde de Harcourt, femme de Jean de Ponches.